# Plutodes chrysostigma
Plutodes chrysostigma är en fjärilsart som beskrevs av Eugen Wehrli 1924. Plutodes chrysostigma ingår i släktet Plutodes och familjen mätare. Inga underarter finns listade i Catalogue of Life.